# ボーイ・イン・ザ・ボックス
ボーイ・イン・ザ・ボックス（Boy in the Box）とは、1957年にアメリカ合衆国ペンシルベニア州フィラデルフィアで発見された遺体の通称。別名「America's Unknown Child（アメリカの行方不明の子供という意）」。
2022年12月8日に最新のDNA鑑定技術によって、遺体の身元が約65年の年月を経て特定された。

## 事件概要

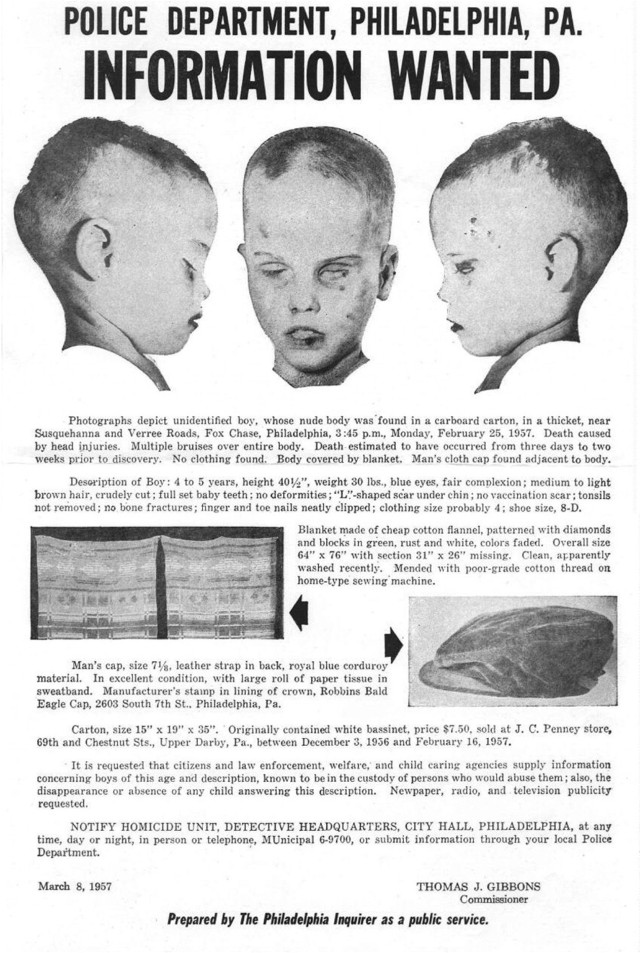
事件発生当時、警察が被害者の身元を特定するために作製したポスター

1957年2月25日、ペンシルベニア州フィラデルフィア北東部・フォックスチェイス地区（Fox Chase）にて、不法投棄された段ボールの中から、推定4〜6歳と見られる男児の全裸遺体が発見された。

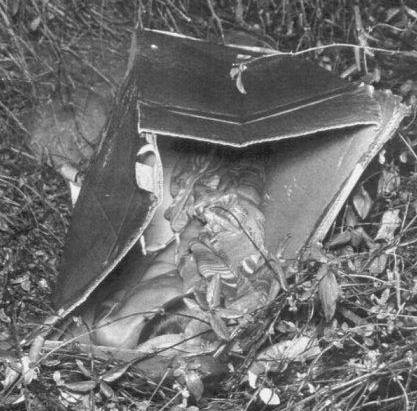
事件現場の画像

遺体の至るところに痣があり、生前に激しい虐待を受けていたと推察される。また司法解剖の結果、「頭部への打撃が直接的な死因」「死亡後に散髪されている」「死亡する数時間前に何も食べていない」「（手足がふやけていたため）水に浸かっていた可能性がある」ということが判明している。
遺体発見時、J.C.ペニーで販売された揺り篭の段ボールの空き箱内に、毛布に包まれた状態で遺棄されていた。遺体を発見した男性は、発見現場付近にマスクラット捕獲用の罠を仕掛けていたため、発見時はその具合を調べていたと主張していた。後にその男性は、遺体発見時、近くの女学校の生徒たちへののぞきをおこなっているところで、それが彼の習慣になっていたと明らかにした。
事件はフィラデルフィア一帯のマスコミの注目を集め、情報提供を呼びかける少年の写真入りポスターは、フィラデルフィア中のガソリンスタンドに貼り出された。しかし、そのような事件当時の呼びかけや、長年の事件に対する断続的な関心にもかかわらず、犯人はおろか少年の身元も依然不明であった。

## 有力証言

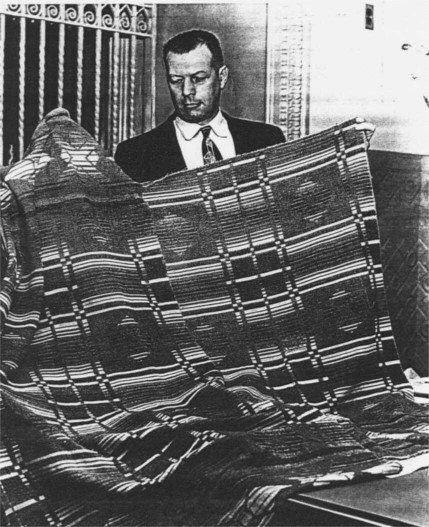
ザレリが包まれていたブランケット。

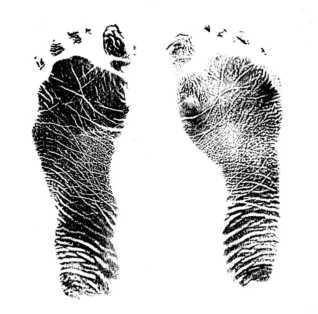
ザレリの足跡。

一般人から多数の証言が主張されてきたが、その大半は事実無根なものばかりであった。しかし、以下の2つの証言は有力視され、警察・マスコミの双方から注目を集めている。

### 児童養育施設の経営者一家
遺体発見現場から約2.4キロメートル離れた場所にあった、児童養育施設に関するもの。
1960年、この事件を調査していた監察医務院の男性職員（1993年に亡くなるまで、執念深くこの事件を追っていた）が、 ニュージャージー州に住むある女性霊能者に接触し、霊能者はその男性職員に探すべき家の特徴を伝えた。そして、その特徴に合致する家を捜索した結果、当養育施設へと辿り着いた。
後日、女性霊能者は遺体発見現場に招くと、なんと彼女はそこから例の養育施設に導いた。男性職員は養育施設が売りに出された際、客を装って施設を訪問した。その際、彼はそこでJ.C.ペニーで販売されていたものに似た揺り篭や、少年の遺体を包んでいたものに似た毛布が、物干し用の紐に掛けられているのも発見した。
そして、その後も施設を調べていくうちに「被害者の少年は、経営者である男性の継娘が産んだ子供」、と男性職員は結論づけるようになった。
1957年当時、シングルマザーであることは不名誉と見なされていた。そこで男性職員は「少年の死は事故によるもの。遺体を遺棄したのは、継娘が未婚の母であることを隠蔽するため」と推理した。これらの状況証拠があるにもかかわらず、警察は少年と養育施設の関連性を何ひとつ発見できなかった 。
1998年、フィラデルフィア市警察で事件を担当する警部補が、経営者である男性と継娘 （この時、2人はすでに結婚していた）に事情聴取を行った結果、「この一家は事件と無関係」という最終判断が下され、養育施設への捜査は切り上げられた。

### 「M」の証言
2002年2月、「M」という匿名希望の女性によりもたらされた証言。Mの主張は以下の通り。
警察が遺体発見現場を最初に検分した際、遺体には雑な散髪の跡が見受けられ、遺体に刈られた髪の毛が付着していた。Mの母親が少年の頭髪を刈ったという証言は、この散髪の跡の説明になると思われた。
後日、Mによるオートバイの男性についての証言と同じ内容の目撃証言が、遺体発見当時の1957年にある男性から寄せられていた。また、遺体発見現場をたまたまオートバイで通りかかったこの男性からの目撃証言は、それまで一般には公開されていなかった。
警察はMの証言の信憑性は高いと考えたが、後に彼女が精神病を患っていた経歴が判明する。また、近隣住民にも事情聴取を行ったところ、Mの主張を「馬鹿げている」と真っ向から否定したため、捜査は再び暗礁に乗り上げた。

## その他の証言

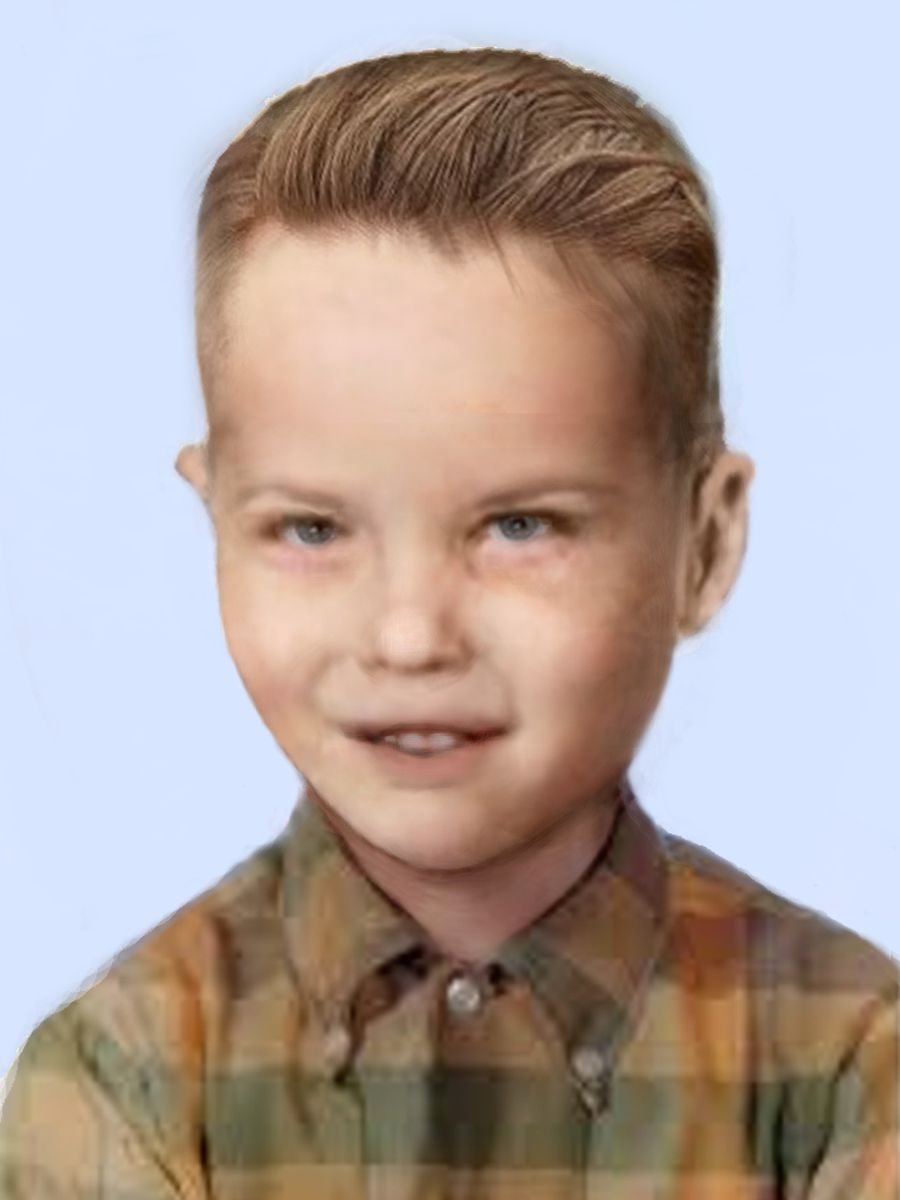
生前のイメージ図。このイメージ図は2022年の身元特定前に作られたものである。

- 1957年3月、フィラデルフィアからニュージャージー州南部へ向かうバスの道中、素人芸術家の女性が被害者の少年を目撃したと証言している。その時、父親と思しき男性の腕に包まりながら眠っており、彼らはカムデンで乗車してきたという。後日、女性の元に捜査員が派遣され、目撃した男性の似顔絵を作成したが、彼女の目撃証言の裏づけはできず、男性も特定できなかった。
- 1957年3月、デラウェア州ウィルミントンのレストランで働くウェイトレスが「被害者の少年が、男性と手を繋いで店の近くを通り過ぎる姿」を目撃したと証言している。その時、男性は「フィラデルフィア行きの列車を捕まえなければならない」といった旨の会話をしていたという。しかし、この証言を立証することはできなかった。
- 遺体発見の1週間前（正確には1957年2月18日）、フィラデルフィアにある理髪店で目撃されており、実際に散髪を行った理容師も「被害者とほぼ確信している」と警察に証言している。少年はこの理容師に「5人の兄弟と1人の姉(妹)がいる」、「スクークル川(フィラデルフィアの河川)付近のストロベリー・マンション地区に住んでいる」と語ったという。少年やその家族に関する更なる情報を得るため、2人の捜査員がこの理容師と共に当該地区の住宅を1軒ずつ訪問したが、成果は挙げられなかった。
- 遺体発見の数日前（1957年2月22日〜同年2月23日）、事件現場の近くに住む18歳の少年が段ボールを発見している。しかし、怖くて誰にも話せなかったと警察に証言している。この少年は発見した正確な日付を覚えていなかったが、「発見時、霧雨が降っていた」と述べた。気象情報によれば、霧雨が降っていたのは2月23日午後1時頃である。

## 身元の特定

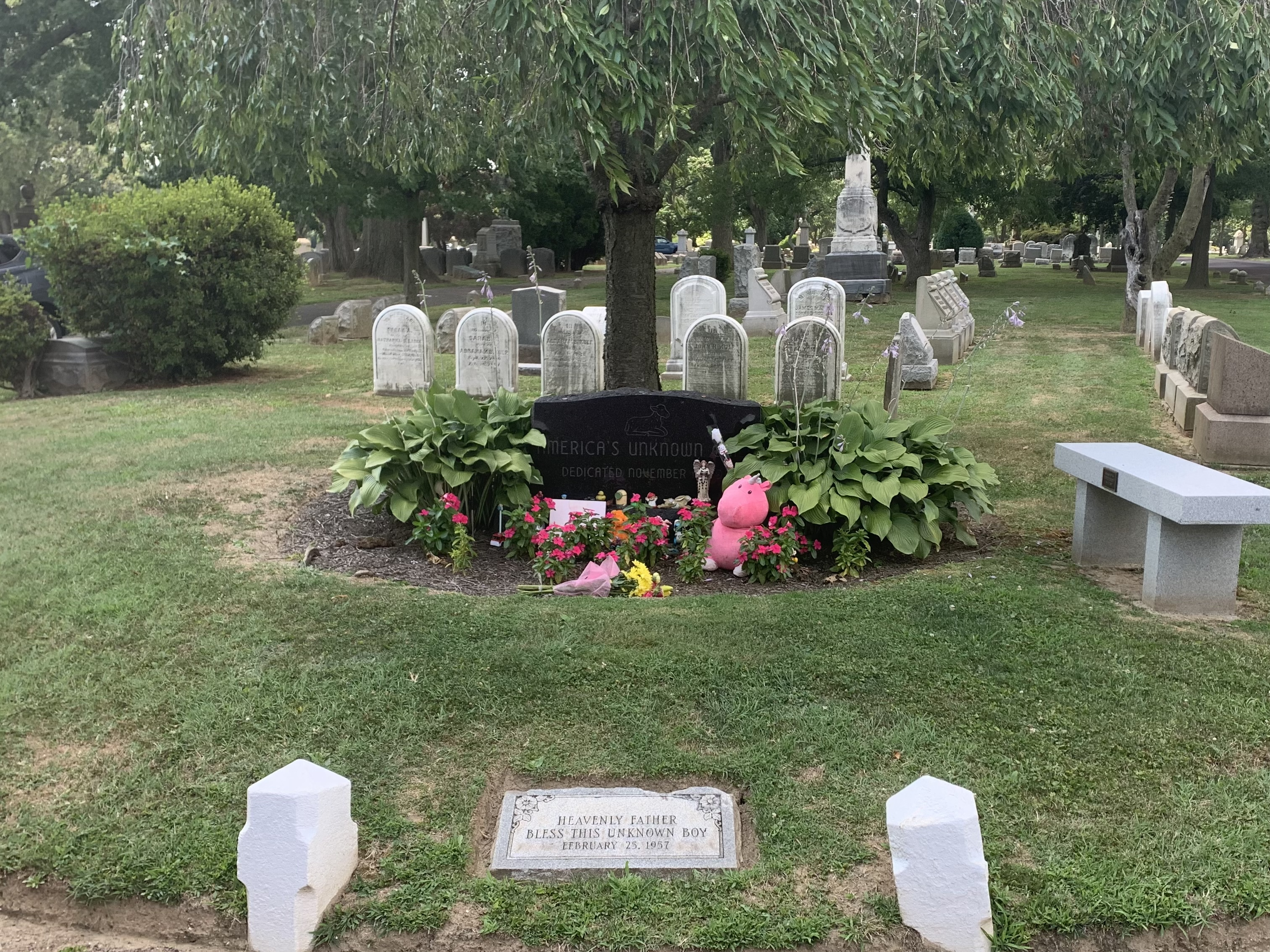
アイビー・ヒル墓地にあるジョセフ・オーガスタス・ザレリの墓地。

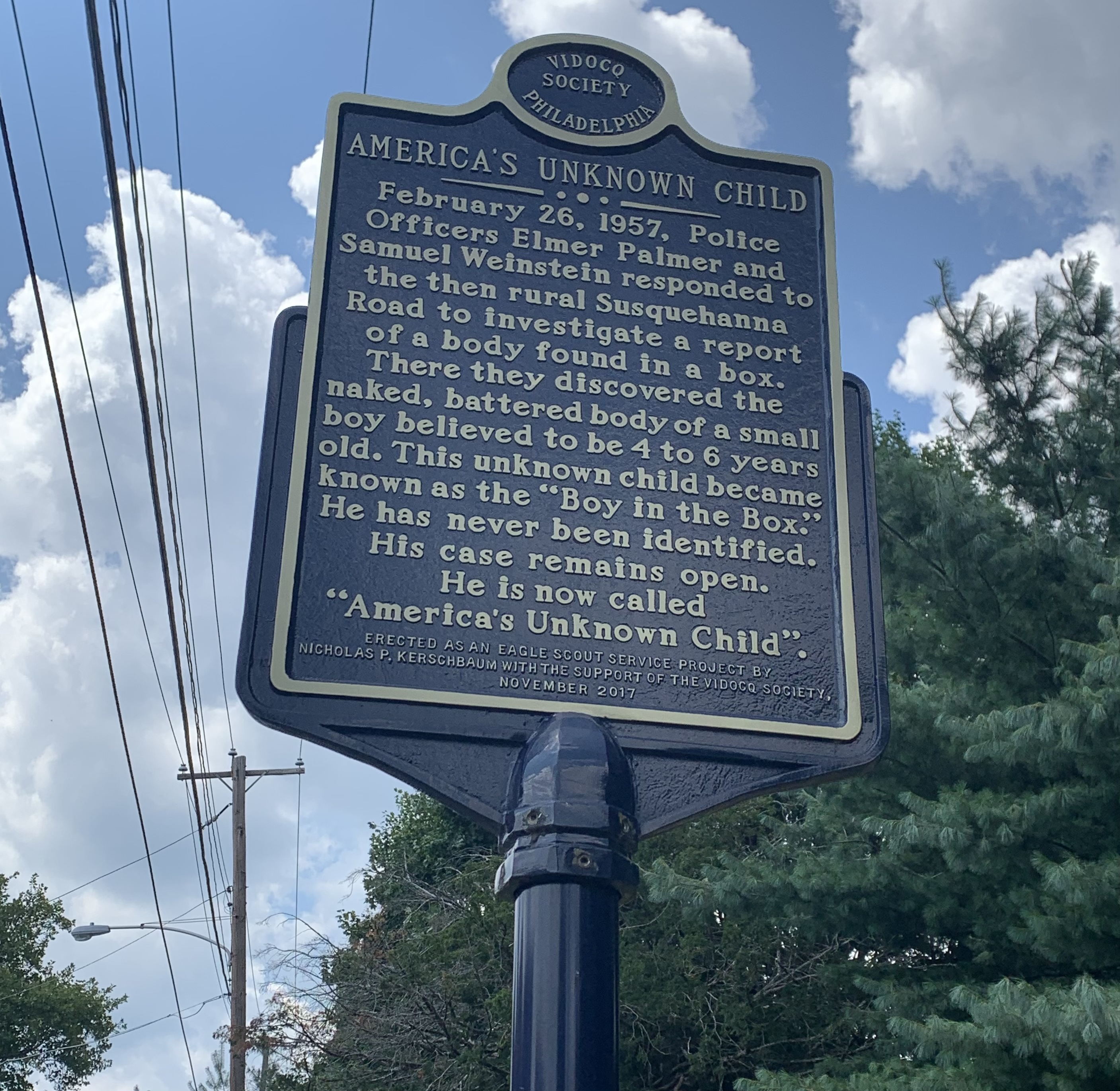
遺体が発見されたサスケハナ通りの近くにある記念碑。事件の概要など風化防止のためにある。なお、この標識はザレリの身元が判明する5年前に建てられた。

事件は依然未解決のままだが、捜査員たちは1990年代後半と2019年に少年の遺体に残されたDNAを採取し、アメリカ合衆国連邦政府が管理しているDNAのデータベースとの照合を試みていた。
そして事件から65年後の2022年12月8日、フィラデルフィア警察署のダニエル・アウトロー署長は、遺体は1953年1月13日生まれ、当時4歳だったジョセフ・オーガスタス・ザレリと特定したと発表した。彼の従兄弟にあたる人物からDNAの提供を受けたことで身元の特定に至ったという。また、ジョセフの実の両親は両方とも死亡していたが、存命中の兄弟がいると報告した。

## フィクションへの影響
アメリカのテレビドラマ（刑事ドラマ）において、本件をモチーフにした作品が製作されている。
- 『コールドケース 迷宮事件簿』シーズン1第14話"The Boy In The Box"（邦題「箱」、2004年2月15日放送）
本ドラマの舞台は実際に事件が発生したフィラデルフィアであり、ストーリーは児童養護施設で発生したとされる説を下敷きに展開されている。
- 『LAW & ORDER:性犯罪特捜班』シーズン7第7話  "Name" (邦題「意志を継ぐ者」、2005年11月放送)